# جائزة اليابان الكبرى 2015
جائزة اليابان الكبرى 2015 (بالإنجليزية: 2015 Japanese Grand Prix)‏ هو سباق فورمولا 1 أقيم بتاريخ 27 سبتمبر 2015 في حلبة سوزوكا، اليابان. كان الرابع عشر من أصل 19 في بطولة العالم لسباقات الفورمولا واحد موسم 2015.